# Appel (Schiphol)
De appel is een kunstwerk van Kees Franse uit 1975. Het is een grote appel van hout. Het werk is bedekt met namen en boodschappen van passerende reizigers. Deze werden in eerste instantie door de luchthavenmedewerkers verwijderd, maar de kunstenaar vond dit "wel een mooie invulling van zijn werk", en sedertdien worden de aangebrachte teksten met rust gelaten.